# Eduard-Hermann Heppe
Pour les articles homonymes, voir Heppe.
Hermann Eduard Heppe (1878 - 1938) est un architecte allemand. Il fut actif en Lorraine et en Rhénanie au début du XXe siècle.

## Biographie
Hermann Eduard Heppe voit le jour en 1878 à Sarreguemines, en Lorraine annexée. Architecte, il publie régulièrement dans la revue savante la Société d'histoire et d'archéologie de la Lorraine, où ses talents de dessinateur sont appréciés.

## Réalisations
- Immeuble 22 avenue Foch à Metz : réalisation d'une "villa néorurale", 1903[4]. Cette villa a servi de modèle à Philippe Starck pour couronner un projet d'hôtel futuriste, hors norme, à Metz[5] ;
- Hôtel de la Monnaie de Vic-sur-seille : restauration (balcon et façade), 1905-1908.
- Immeuble 48 rue Haute Seille à Metz : immeuble de style néo renaissance. On peut lire sur la façade « Erbaut 1905 H. E. Heppe ».
- Immeuble 6 rue du Nord au Ban Saint-Martin, 1906. On peut lire sur la façade « Erbaut 1906 H. E. Heppe Architekt ».

## Publications
- Der Dom zu Metz, G. Scriba, Metz, 1901.
- Die Profanbaukunst des Mittelalters in Metz und seiner Umgebung, Das Reichsland, Metz, Lupus, 1902-1903.
- Handwerkerhäuser des 17. und 18. Jahrhunderts an der Seille zu Metz. – J.G.L.G., 1908, pp. 1-19.
- Die "Bischöfliche Münze" zu Vic a.d.S. und Jhre Widerherstellung, 1907, pp.134-164.

## Sources
- Christiane Pignon-Feller, Metz, 1848-1918, Les métamorphoses d'une ville, Éditions Serpenoise, Metz, 2006 (pp 127,189, 320-323, 415-416).
- Renaissance du vieux Metz, 1973, 10, (pp. 52-67).